# 漢考克縣 (俄亥俄州)
漢考克縣（英語：Hancock County）是美国俄亥俄州西北部的一個縣，面積1,382平方公里。根據2020年美國人口普查，共有人口74,920人。縣治芬德利（Findlay）。該縣成立於1820年2月12日，縣名紀念第二次大陆会议主席、《美國獨立宣言》第一位簽署人约翰·汉考克。